# إيلي بلاك
إيلي بلاك هي لاعبة جمباز فني كندية، ولدت في 9 أغسطس 1995 في هاليفاكس في كندا.

## وصلات خارجية
- إيلي بلاك على موقع الاتحاد الدولي للجمباز (licence) (الإنجليزية)
- إيلي بلاك على موقع الاتحاد الدولي للجمباز (biography) (الإنجليزية)
- إيلي بلاك على موقع اللجنة الأولمبية الدولية (الإنجليزية)
- إيلي بلاك على موقع أوليمبيديا (الإنجليزية)
- إيلي بلاك على موقع اللجنة الأولمبية الكندية (الإنجليزية)
- إيلي بلاك على موقع اتحاد ألعاب الكومنولث (مؤرشف) (الإنجليزية)
- إيلي بلاك على موقع دورة ألعاب الكومنولث 2014 (مؤرشف) (الإنجليزية)